# Claoxylon scabratum
Claoxylon scabratum är en törelväxtart som först beskrevs av Ferdinand Albin Pax och Käthe Hoffmann, och fick sitt nu gällande namn av Airy Shaw. Claoxylon scabratum ingår i släktet Claoxylon och familjen törelväxter. Inga underarter finns listade i Catalogue of Life.